# Arlington Heights (Waszyngton)
Arlington Heights – jednostka osadnicza w Stanach Zjednoczonych, w stanie Waszyngton, w hrabstwie Snohomish.